# Остров Речной (Приморский край)
О́стров Речно́й — небольшой остров в Амурском заливе, в 19 км к северо-западу от Владивостока, в 6 км к юго-западу от Тавричанки. От ближайшего берега материка — мыса Речной — находится в 1,7 км к юго-востоку. Административно принадлежит Надеждинскому району Приморского края. Своим названием обязан впадающей в 5 км от острова крупной реке Раздольная. Местным населением иногда называется «Речная Коврижка», по аналогии с расположенным юго-восточнее островом Скребцова, который называют просто «Коврижка».

Острова Скребцова («Коврижка») и Речной («Речная Коврижка»).

Остров вытянут с юго-запада на северо-восток на 200 м. Максимальная ширина острова 75 м. Площадь около 1,18 га. Поверхность острова плоская, наклонена с юга на север, почти со всех сторон окружена скалистыми обрывами, за исключением северной части. Высшая точка острова находится на краю обрыва вблизи южного мыса. Общая протяжённость береговой линии составляет 510 м, из них 70 м галечниковый пляж и коса на севере острова. Остальные 440 м — обрывы.
Остров сложен субгоризонтально залегающими переслаивающимися песчаниками и алевролитами.
Практически всю поверхность острова занимает заросший кустарничками, полынью и травой обширный пустырь. На юго-западе острова, вблизи обрыва, произрастает небольшая группа низкорослых деревьев, состоящая из липы и чёрной берёзы.
В наиболее возвышенной части Речного, у его южной оконечности, в конце XIX века располагался небольшой маяк.